# Шляпников, Герман Евлампиевич
Ге́рман Евла́мпиевич Шля́пников (14 октября 1929 — 9 апреля 2018) — советский, российский дипломат. Чрезвычайный и полномочный посол.

## Биография
Окончил Московский государственный институт международных отношений МИД СССР (1952) и Высшую дипломатическую школу МИД СССР (1965). Доктор исторических наук (1975).
- В 1952—1958 годах — сотрудник посольства СССР в КНР.
- В 1958—1960 годах — сотрудник центрального аппарата МИД СССР.
- В 1960—1963 годах — сотрудник посольства СССР в МНР.
- В 1963—1965 годах — слушатель ВДШ МИД СССР.
- В 1965—1968 годах — сотрудник миссии СССР в Новой Зеландии.
- В 1968—1970 годах — сотрудник центрального аппарата МИД СССР.
- В 1970—1973 годах — советник-посланник посольства СССР в Боливии.
- В 1973—1975 годах — на ответственной работе в центральном аппарате МИД СССР.
- С 4 февраля 1975 по 1 марта 1980 года — чрезвычайный и полномочный посол СССР в Эквадоре[1].
- С 1 марта 1980 по 28 апреля 1986 года — чрезвычайный и полномочный посол СССР в Никарагуа[2].
- В 1989—1999 годах — заместитель начальника Управления Латиноамериканских стран МИД СССР/России.

Похоронен на Троекуровском кладбище (18 участок).

## Награды
- Орден Трудового Красного Знамени
- Орден Дружбы народов
- Медаль «За трудовую доблесть»
- Медаль «Ветеран труда»